# Noturus elegans
Noturus elegans är en fiskart som beskrevs av Taylor, 1969. Noturus elegans ingår i släktet Noturus och familjen Ictaluridae. Inga underarter finns listade i Catalogue of Life.